# آل عظية
آل عظية إحدى قرى آل وليد، والقرية تتبع مركز وادي زيد، محافظة النماص في منطقة عسير في جنوب غرب السعودية.

## أنظر أيضًا
- آل عليان
- آل عيشي
- آل قحطان